# Vincent Chaillet
Pour les articles homonymes, voir Chaillet.
Vincent Chaillet est un danseur français né à Metz le 3 juillet 1984. Ancien premier danseur au sein du Ballet de l'Opéra national de Paris, il est maintenant maître de ballet au ballet du capitole de Toulouse.

## Biographie
Vincent Chaillet découvre les métiers de la scène en accompagnant sa mère, chanteuse de chorale et psychologue scolaire, lors de ses spectacles. Il a cinq ans, et déclare alors vouloir faire de la danse. Ses parents l'inscrivent tout d'abord à un cours de danse jazz, mais la discipline ne lui plaît pas : il commence donc à étudier la danse classique dans sa ville natale. 
Cinq ans plus tard, son professeur l'encourage à se présenter aux auditions d'entrée de l'école de danse de l'Opéra de Paris, conseil qu'il suit avec succès. Il découvre alors un monde tout à fait différent de ce à quoi il était habitué, mais persévère dans ses études et gravit les échelons sans difficultés particulières. Durant sa scolarité, il participe à plusieurs spectacles et danse Yondering de John Neumeier, Danses grecques de Maurice Béjart avec Dorothée Gilbert ou encore La Fille mal gardée dans la version de Claude Bessy. Sa grande taille (1,85 m) est alors un atout, puisqu'elle lui permet par exemple de danser avec des élèves plus âgées et de répondre aux exigences de certains chorégraphes.
À l'âge de dix-huit ans, il obtient son baccalauréat littéraire et est engagé dans le corps de ballet de l'Opéra de Paris. Sa première apparition sur scène se fera presque par surprise : prévenu une demi-heure avant le début de la représentation, il doit assurer un remplacement dans le corps de ballet du Lac des cygnes, en 2002. Deux ans plus tard, il est promu coryphée, puis sujet en 2007, après avoir présenté des soli tirés de La Fille mal gardée et de Pas / Part de William Forsythe. Cette même année, Pina Bausch en personne le remarque, et lui confie le rôle du Cerbère dans Orphée et Eurydice.
En novembre 2009, il est promu premier danseur (variations extraites de La Bayadère et d'Arepo de Maurice Béjart) et commence à obtenir plusieurs rôles d'importances dans les productions de l'Opéra de Paris. Il fait ainsi ses débuts dans le rôle principal du Tricorne et se prépare à interpréter Gaston Rieux dans La Dame aux camélias. De plus, il participe aux côtés d'Isabelle Ciaravola et Mathieu Ganio à un gala de danse organisé en janvier à Prague, gala regroupant des danseurs internationaux de renom.
Parallèlement, il avoue un intérêt tout particulier pour l'écriture de pièces et de nouvelles, et monte également, avec un de ses collègues de la compagnie, un spectacle pour enfants mêlant chant, danse et musique.
En avril 2011, il est nommé au Prix Benois de la danse pour son travail dans O Zlozony / O Composite de Trisha Brown.
Il annonce en décembre 2017 quitter temporairement le ballet de l'Opéra de Paris à la fin de la saison 2017-2018.
Depuis 2017, le danseur-chorégraphe est le directeur artistique du festival Les Synodales, organisé par l'association sénonaise Les Synodales. Il dirige désormais le concours international de danse contemporaine de l'association succédant à Bruno Bouché, également issu de l'Opéra de Paris.
En janvier 2018, il intègre également la troupe des Enfoirés pour le spectacle Les Enfoirés 2018 : Musique !, où il danse aux côtés de Marie-Agnès Gillot.
Il est copropriétaire du château de Terride, en Ariège.

## Répertoire non exhaustif[4]
- Casse-noisette (Rudolf Noureev) : Drosselmeyer / Le Prince
- Don Quichotte (Noureev) : Basilio
- La Belle au bois dormant (Noureev) : le prince Désiré
- Roméo et Juliette (Noureev) : Tybalt
- Roméo et Juliette (Sasha Waltz) : Roméo
- Orphée et Eurydice  : Cerbère
- Les Enfants du Paradis (José Martinez) : Lacenaire
- La Dame aux camélias  : Gaston Rieux
- Le Chant de la Terre (Neumeier)
- Le Tricorne  : le Meunier
- Rain (Anne Teresa De Keersmaeker)
- La Source (Jean-Guillaume Bart) : Mozdock
- La Sylphide (Pierre Lacotte) : James
- Paquita (Lacotte) : Inigo
- Giselle (Coralli et Perrot) : Hilarion
- La Petite Danseuse de Degas (Patrice Bart) : le Maître de ballet
- Kaguyahime (Jiri Kylian) : Mikado